# HTV-7
HTV-7, 또는 고노토리 7호기(일본어: こうのとり7号機)는 일본 우주항공연구개발기구에서 쏘아올린 7번째 우주 스테이션 보급기이다. 2018년 9월 23일 다네가시마 우주 센터에서 H-IIB로켓 7호기로 발사되었다. 당초 계획상 발사 예정일은 2018년 9월 11일이었으나, 괌 지상 추적소의 날씨가 악화될 것으로 예상되어 9월 14일로, 다네가섬의 날씨가 악화될 것으로 예상되어 9월 15일로, H-IIB 로켓의 추진 계통에 문제가 생겨 9월 21일로, 또 다네가섬의 날씨가 악화될 것으로 예상되어 9월 22일로, 발사 일정이 총 4번 연기되었다.

## 특징
일본의 우주 스테이션 보급기의 일곱 번째 기체로, 국제우주정거장으로부터 분리 후에 HTV 탑재용 소형 회수 캡슐로 물자를 회수하는 기술을 실증한 기체이기도 하다. HTV-5. HTV-6에 이어 HTV-7에서도 일본 전국으로부터 식료품을 지원받아 각종 조건에 맞는 과일과 야채가 4종류 선정되어 탑재되었다. 또한, 국제우주정거장의 승무원들이 긴급시에 사용하는 긴급 명령 송신 단말기가 HTV 전용 명령 단말기 (HCP:하드웨어 명령 패널)에서 미 항공우주국의 국제우주정거장 포터블 컴퓨터 (PCS) 로 변경되었고, 소형 회수 캡슐 탑재에 따른 가압부 격벽 추가 등 HTV-6에 비해 18가지 항목에서 변경이 있었다.

### 소형 회수 캡슐
HTV-7이 국제우주정거장을 떠난 후, 지상 관제 센터는 고도 300km 시점에서 캡슐을 방출하도록 명령을 내려두었다. 캡슐은 저온 질소 가스 반응 제어 시스템을 이용해 자동으로 하강 중 자세 제어를 실시하여 충격 대비 자세를 취했다. 오가사와라 제도 앞바다에 착수한 캡슐은 선박으로 회수되었으며, 미나미토리시마를 경유하여 이바라키 공항을 통해 연구자들에게 샘플을 전달했다. 캡슐에는 진공 플라스크에 적용되는 기술인 이중 진공 절연 기술을 적용해 만들어졌다. 이번 캡슐의 성능 검증을 위해 국제우주정거장에서 제조한 단백질 결정을 포함한 여러 시료를 캡슐에 실어보낼 계획이지만, 국제우주정거장의 미중력 환경에서 생산된 샘플들은 쉽게 손상될 수 있기 때문에 주의가 필요했다.
2015년 10월 22일, 홋카이도 타이키 앞바다에서 캡슐의 첫 번째 고고도 낙하 실험이 성공적으로 진행되었다. 두 번째 실험은 2016년 9월 21일에 진행되었으며, 첫 번째의 실험보다 좀 더 실제 캡슐에 가까운 조건이 적용되어 실험이 진행되었다. 이후에도 세 번째 낙하시험이 2017년 7월, 네 번째 낙하시험이 2017년 11월에 이뤄졌다.

## 화물
HTV-7은 가압부에 약 4.3t, 비가압부에 약 1.9t을 탑재해, 총 6.2t의 화물을 국제우주정거장으로 보냈다.

### 가압부
- 미국 실험 랙 (Express Rack 9B: ER9B)
- 미국 실험 랙 (Express Rack 10B: ER10B)
- 미국 생명과학 글로브박스 (Life Sciences Glovebox:LSG) 와 LSG 발사 전용 랙
- 냉동·냉장고 MELFI의 예비 부품 (MELFI Electronics Unit)
- ESA 생명 유지 랙 (Life Support Rack: LSR)
- 키보 모듈 정비용 부품
- 소형 위성 방출 기구 (JEM Small Satellite Orbital Deployer：J-SSOD#10)
- 초소형 위성 (CubeSat) 3대
  - SPATIUM-I (규슈 공업 대학, 난양 이공 대학 (Nanyang Technological University, 싱가포르) ) , RSP-00, STARS-Me (시즈오카 대학)
- HTV 탑재용 소형 회수 캡슐 (HTV Small Re-entry Capsule: HSRC) (직경 84cm, 높이 66cm의 원추형 캡슐, 실험 재료를 제외하고 약 180kg.)
  - 소형 회수 캡슐 탑재용 단백질 결정 생성 실험 샘플
  - 소형 회수 캡슐 탑재용 정전 부유로 샘플
- 루프 히트 파이프 방열기 (LHPR) 기술 실증 시스템 (열 제어 실험 장치)
- 프로바이오틱스 실험 기구 (섭취품, 검체 체취 키트)
- 기타 실험 관련품
- 식료품, 우주인 생활 용품 등 승무원 관련품 (홋카이도산 양파, 미야기현산 파프리카, 오카야마현산 샤인머스켓 등.[7][20] )

### 비가압부
- 국제우주정거장용 신형 리튬 이온 전지 6개

## 운용

### 발사부터 국제우주정거장 랑데부까지
당초 HTV-7은 2018년 9월 10일 22시 32분 (UTC)에 발사될 예정이었으나 괌 지상 추적소의 기상 악화로 연기되었다. 2018년 9월 13일 21시 20분 (UTC) 로 발사 일정이 재조정되었으나, 이번엔 다네가시마 우주 센터가 악천후에 휘말릴 것으로 예측되어 2018년 9월 14일 20시 59분 14초 (UTC) 로 연기 되었다.
발사 전 점검 도중 로켓 2단 산소탱크의 밸브 (Blowoff valve)에서 문제가 발견돼, 발사를 일단 중지시켰다. 문제가 해결된 후 발사는 2018년 9월 21일 18시 15분 (UTC) 로 변경되었으며, 악천후로 인해 한번 더 연기되어 2018년 9월 22일 17시 52분 (UTC) 에 발사하는 것으로 확정되었다.

### 운용 일정
- 2018년 9월 22일 15시 52분 27초 (UTC) - 다네가시마 우주센터에서 H-IIB 7호기가 발사되어, 약 14분 59초 후, 로켓으로부터 정상적으로 분리.[1]
- 2018년 9월 27일 11시 36분 (UTC) - HTV-7이 국제우주정거장의 로봇 팔에 포획.[28]
- 2018년 9월 27일 18시 08분 (UTC) - 국제우주정거장과 도킹 작업이 완료.[28]。
- 2018년 9월 27일 19시 42분 (UTC) - 국제우주정거장의 승무원이 HTV-7에 입실.[29]
- 2018년 11월 7일 16시 50분 (UTC) - 국제우주정거장으로부터 분리.
- 2018년 11월 10일 21시 38분 (UTC) - 대기권에 재진입.
- 2018년 11월 10일 22시 06분 (UTC) - 소형 회수 캡슐의 착수를 확인.
- 2018년 11월 11일 01시 25분 (UTC) - 선박을 이용해 소형 회수 캡슐을 회수.

## 소형 회수 캡슐
- "HTV 탑재용 소형 회수 캡슐 개발" 임무 덕분에 2019년, 일본 우주항공연구개발기구, 미쓰비시 중공업 외 7개 회사가 제48회 일본 산업 기술 대상 문부과학대신상을 수상했다.[30]